# Takayus lunulatus
Takayus lunulatus är en spindelart som först beskrevs av Kai Yun Guan och Zhu 1993.  Takayus lunulatus ingår i släktet Takayus och familjen klotspindlar. Inga underarter finns listade i Catalogue of Life.